# Данія на зимових Олімпійських іграх 1952
Данія на зимових Олімпійських іграх 1952 року, які проходили в норвезькій столиці Осло, була представлена одним спортсменом, Пером Коком-Клаусеном, який виступав у фігурному катанні. Він же був і прапороносцем.
Жодних медалей країна на цій Олімпіаді не завоювала.

## Фігурне катання
Чоловіки
| Спортсмен       | Обов'язкова програма | Довільна програма | Бали    | Сума місць | Місце |
| --------------- | -------------------- | ----------------- | ------- | ---------- | ----- |
| Пер Кок-Клаусен | 10                   | 11                | 133.722 | 112        | 14    |